# Beleg van Syracuse (877-878)
Het Beleg van Syracuse vond plaats van augustus 877 tot 20 of 21 mei 878 en leidde tot de verovering van de Siciliaanse stad door de islamitische Aghlabiden. Syracuse was destijds de hoofdstad van het Byzantijnse Sicilië. Het beleg is nauwkeurig beschreven door de ooggetuige Theodosius, een monnik.
De Aghlabiden hadden in 827, kort na hun landing op de zuidkust van Sicilië, geprobeerd om Syracuse in te nemen, maar waren toen gedwongen om zich terug te trekken naar het zuidwesten van Sicilië. Ondanks deze tegenslag wisten de Arabieren in de daaropvolgende decennia bijna het gehele eiland te veroveren. In augustus 877 sloeg de Arabische legerleider Jafar ibn Mohammed al-Tamini het beleg op voor Syracuse. De Byzantijnse keizer Basileios I steunde de stad nauwelijks, waardoor Syracuse zich op 20 of 21 mei 878 moest overgeven.
De Byzantijnen hadden na de val van Syracuse nog maar een paar plaatsen in handen op Sicilië. Rometta, het laatste bolwerk, zou uiteindelijk in 965 vallen.